# Ahmad Alykob
Ahmed Adel Abdul Ameer Alykob, född 27 januari 1993 i Karbala, är en irakisk fotbollsspelare som sedan 2006 spelar för saudiska Karbala. Han spelar även för Iraks landslag.

## Karriär
Efter att ha kommit till Karbala som 18-åring gick Alykob till Al-Sinaa Sport Club. Efter en kortare sejour i Zakho SC skrev han 2020 på för Karbala.
Ahmed Alykob gjorde landslagsdebut för Irak i januari 2011 i en vänskapsmatch mot Jordanien och har sedan dess gjort över 4 landskamper.